# Dolmen del Roc d'Arques
El Dolmen del Roc d'Arques, o del Roc de Palmes, és un monument megalític del terme comunal d'Orellà, a la comarca del Conflent, de la Catalunya del Nord.
És al nord-oest del poble d'Orellà, en una de les carenes que pugen cap al Llomet, a ponent d'on hi havia hagut el poble de Celrà, en el vessant meridional de la Serra de Palmes. De fet és més a prop del Roc de Palmes que del d'Arques.
És un petit dolmen de cambra simple que fou donat a conèixer per Jean Abelanet el 1970.